# LAMP

Pachetul de software LAMP (aici cu Squid ca și web cache) este compus în întregime din software gratuit și open-source este o soluție heavy duty pentru performanță înaltă și disponibilitate ridicată pentru un mediu ostil.

LAMP este un acronim pentru o platformă de găzduire a site-urilor web formată din componente libere și cu sursă deschisă (și gratuite). Acronimul vine de la inițialele numelor aplicațiilor folosite inițial:
- Linux – sistem de operare
- Apache – server HTTP
- MySQL sau  – bază de date
- PHP, Perl, sau Python – limbaj de programare pentru a crea site-uri dinamice pe

În ultimii ani au apărut și variațiuni care înlocuiesc una sau mai multe componente ale platformei în special server HTTP lighttpd, cherokee sau nginx. Acronimul se poate schimba în funcție de aplicația folosită. De exemplu, a apărut LAPP dacă se folosește baza de date PostgreSQL. softului liber.

## Componentele software

### Linux
GNU/Linux este unul dintre cele mai cunoscute exemple de Software liber și dezvoltare de software Open source. Termenul Linux se referă la nucleul Linux, dar este folosit în mod uzual pentru a descrie un întreg sistem de operare pentru calculatoare, compus din nucleul Linux, biblioteci software și diverse unelte. O "distribuție Linux" adaugă acestor componente de bază o mare cantitate de programe, organizate în „pachete”. Folosirea termenului „Linux” pentru întreg sistemul, deși foarte răspândită, este contestată de către Richard Stallman și Free Software Foundation.

### Apache
Apache este un server HTTP de tip open source. Apache a jucat și joacă un rol important în dezvoltarea webului, fiind folosit în prezent în circa 50% din paginile web. Cuvântul "apache" este numele unor triburi de indieni nord-americane importante; se pronunță aproximativ ă-'pe-ci.

### MySQL
MySQL este un sistem de gestiune a bazelor de date relațional, produs de compania suedeza MySQL AB și distribuit sub Licența Publică Generală GNU. Este cel mai popular SGBD open-source la ora actuală, fiind o componentă cheie a stivei LAMP (Linux, Apache, MySQL, PHP).

### MariaDB
MariaDB este un fork de MySQL.

### PHP
PHP este un limbaj de programare. Numele PHP provine din limba engleză și este un acronim recursiv : Php: Hypertext Preprocessor. Folosit inițial pentru a produce pagini web dinamice, este folosit pe scară largă în dezvoltarea paginilor și aplicațiilor web. Se folosește în principal înglobat în codul HTML, dar începând de la versiunea 4.3.0 se poate folosi și în mod „linie de comandă” (CLI), permițând crearea de aplicații independente. Este unul din cele mai importante limbaje de programare web open-source și server-side, existând versiuni disponibile pentru majoritatea web serverelor și pentru toate sistemele de operare.

### Perl
Perl este un limbaj de programare dinamic, procedural creat de Lary Wall în 1987. Perl împrumuta caracteristicile limbajelor C, shell, AWK, sed, Lisp si ale multor alte limbaje într-o masura mai mica.

### Python
Python este un limbaj de programare dinamic multi-paradigmă, creat în 1991 de olandezul Guido van Rossum. Van Rossum continuă și în ziua de astăzi a fi un lider al comunității de developeri care continuă să dezvolte limbajul și implementarea de bază a acestuia, CPython, scrisă în C. Python este folosit de așa companii și organizații ca NASA, Google, Yahoo!, utilizat ca limbaj de scriptare în multe aplicții, inclusiv aplicații lider în sfera graficii 3D. Multe sisteme bazate pe Unix, inclusiv Linux, BSD și Mac OS X includ din start interpretorul CPython.